# 黎經
黎經（1448年—1507年），字允正，廣西省桂林府陽朔縣人，民籍，治《禮記》。

## 生平
七月二十日生，行三，由國子生中式廣西鄉試第二十二名舉人，會試中式第二百六十九名。年二十八歲中式成化十一年乙未科第三甲第七十五名進士。

## 家族
曾祖黎秉良；祖黎從學；父黎與衡；母秦氏。具慶下，妻李氏，兄福；禧（知縣），弟紹（貢士）；紳；純；綸。